# The Walking Dead (televíziós sorozat)
A The Walking Dead 2010 és 2022 között bemutatott amerikai televíziós horrorsorozat. Története Robert Kirkman, Tony Moore és Charlie Adlard azonos című képregényén alapul, főszereplője az Andrew Lincoln által alakított Rick Grimes seriff, aki kómájából ébredve egy emberevő zombik (ahogy a történetben hívják: kóborlók) által uralt poszt-apokaliptikus világban találja magát. Elindul hát, hogy felkutassa családját, és útja során sok más túlélővel is összeakad.

## Áttekintés
A sorozat 2010. október 31-én, Halloweenkor debütált az Amerikai Egyesült Államokban az AMC csatornán, majd később, november első hetében a Fox International Channels adóin. A pozitív kritikák alapján az AMC zöld utat adott a második évadnak is, amely 2011. október 16-án indult, majd két rész után bejelentették a sorozat immár 16 részes, harmadik évadját is, 2012. október 14-ei kezdettel. 2016. október 16-án az AMC már a 8. évadot is berendelte. Sőt, már a kilencedik évadon is túl vagyunk, 2019 őszén jön ki a 10. évad. 2020. szeptember 9-én az AMC bejelentette, hogy a 11. évaddal véget ér a sorozat, ami hosszabb lesz a maga 24 részével, a befejező részek pedig valamikor 2022-ben várhatóak. A sorozatot a kritikusok jól fogadták, díjjelöléseket is kapott, többek között a legjobb televíziós drámáért járó Golden Globe-díj jelölést. Amerikai nézettségi adatai is jók, az ötödik évad első részét például 17,3 millióan nézték meg, ami a televíziós sorozatok eddigi legjobbja az amerikai kábeltévék történetében. Az RTL Spike megszűnésével, a sorozat magyar sugárzása véget ért. A 10. évad 6 extra epizódja, valamint az utolsó, 11. évad még nem talált hazai adóra. Az AMC hazai képviselői nem adtak konkrét választ, nem valószínű, hogy a sorozat maradék szezonjait hazánkban leadják. A sorozat jelenleg a tévé sugárzás helyett addig az HBO Go-nál érhetőek el az epizódok, és a 6 extra le nem vetített részekkel együtt magyar szinkronnal. 2022. június 14-től az elindult magyar Disney+-on láthatóak a további epizódok magyar szinkronnal.

## Epizódok
| Évad | Évad | Epizódok | Epizódok          | Eredeti sugárzás    | Eredeti sugárzás    | Eredeti adó         | Magyar sugárzás     | Magyar sugárzás    | Magyar adó |
| Évad | Évad | Epizódok | Epizódok          | Évadbemutató        | Évadzáró            | Eredeti adó         | Évadbemutató        | Évadzáró           | Magyar adó |
| ---- | ---- | -------- | ----------------- | ------------------- | ------------------- | ------------------- | ------------------- | ------------------ | ---------- |
|      | 1.   | 6        | 6                 | 2010. október 31.   | 2010. december 5.   | AMC                 | 2014. február 10.   | 2014. február 24.  | FOX        |
|      | 2.   | 13       | 13                | 2011. október 16.   | 2012. március 18.   | AMC                 | 2014. március 3.    | 2014. április 14.  | FOX        |
|      | 3.   | 16       | 16                | 2012. október 14.   | 2013. március 31.   | AMC                 | 2014. április 14.   | 2014. június 9.    | FOX        |
|      | 4.   | 16       | 16                | 2013. október 13.   | 2014. március 30.   | AMC                 | 2014. szeptember 1. | 2014. október 8.   | FOX        |
|      | 5.   | 16       | 16                | 2014. október 12.   | 2015. március 29.   | AMC                 | 2014. október 13.   | 2015. március 30.  | FOX        |
|      | 6.   | 16       | 16                | 2015. október 11.   | 2016. április 3.    | AMC                 | 2015. október 12.   | 2016. április 4.   | FOX        |
|      | 7.   | 16       | 16                | 2016. október 23.   | 2017. április 2.    | AMC                 | 2016. október 24.   | 2017. április 3.   | FOX        |
|      | 8.   | 16       | 16                | 2017. október 22.   | 2018. április 15.   | AMC                 | 2017. október 23.   | 2018. április 16.  | FOX        |
|      | 9.   | 16       | 16                | 2018. október 7.    | 2019. március 31.   | AMC                 | 2018. október 8.    | 2019. április 1.   | RTL Spike  |
|      | 10.  | 22       | 16                | 2019. október 6.    | 2020. október 4.    | AMC                 | 2019. október 7.    | 2020. október 5.   | RTL Spike  |
| 6    | 10.  | 22       | 2021. február 28. | 2021. április 4.    | 2021. szeptember 1. | 2021. szeptember 1. | HBO Go              |                    |            |
|      | 11.  | 24       | 24                | 2021. augusztus 22. | 2022. november 20.  | AMC                 | 2022. június 14.    | 2022. november 21. | Disney+    |

## Spin-off
2013 szeptemberében az AMC bejelentette, hogy elkészítik a The Walking Dead testvérsorozatát, ami Los Angelesben fog játszódni. A címe Fear the Walking Dead. A bevezető részét 2015 elején, a maradék 5 részt 2015 májusában forgatták le. Az AMC tetszését elnyerte a bevezető rész, ezért berendelte a 2. évadot is, ami 2016-ban kerül bemutatásra. A Fear the Walking Dead bemutatója 2015. augusztus 23-án volt. Magyarországon az AMC Magyarország adta le az amerikai premierrel egy időben.

## Díjak és jelölések
A sorozatot eddig 56 díjra jelölték, ebből 15-öt megnyert. Jelölték többek között 2011-ben a legjobb televíziós drámáért járó Golden Globe-díjra, valamint 2010-ben és 2012-ben is megkapta az Amerikai Filmintézet legjobb televíziós sorozatért járó díját.

## Fordítás
Ez a szócikk részben vagy egészben  a   The Walking Dead (TV series) című angol Wikipédia-szócikk ezen változatának fordításán alapul.  Az eredeti cikk szerkesztőit annak laptörténete sorolja fel. Ez a jelzés csupán a megfogalmazás eredetét és a szerzői jogokat jelzi, nem szolgál a cikkben szereplő információk forrásmegjelöléseként.